# Nitreen

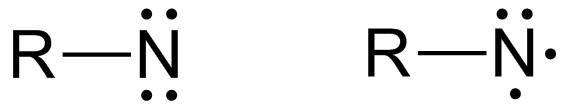
Algemene structuurformule van een nitreen: als singlet (links) en triplet (rechts).

Een nitreen is in de organische chemie een verbinding waarin een stikstofatoom voorkomt met slechts 6 elektronen (een zogenaamd sextet) in zijn valentieschil. Nitrenen zijn daarmee iso-elektronisch met carbenen. Net als carbenen zijn ook nitrenen instabiel en reactief. Door hun grote reactiviteit zijn nitrenen slechts als reactief intermediair bekend bij een groot aantal synthesen van stikstofhoudende verbindingen.

## Elektronische structuur
In het eenvoudigste nitreen, imidogeen (:N-H), is het stikstofatoom sp-gehybridiseerd. Een van de gehybridiseerde orbitalen wordt gebruikt om het waterstofatoom te binden, en bevat dus 2 elektronen. Het tweede sp-orbitaal bevat een vrij elektronenpaar. De twee overgebleven elektronen bevinden zich in de grondtoestand in een niet-gehybridiseerd p-orbitaal. Het gevolg hiervan is dat de grondtoestand, de thermodynamisch stabielere toestand, van imidogeen een triplet is. In de aangeslagen toestand, waarin beide elektronen hetzelfde orbitaal delen, is het stikstofatoom sp2-gehybridiseerd en bevinden alle elektronen zich in de gehybridiseerde orbitalen. Deze toestand wordt de singlettoestand genoemd. Het overgebleven p-orbitaal bevat geen elektronen. Net als bij carbenen wordt de singlettoestand gestabiliseerd door π-donoren (zoals dubbele bindingen of aromatische ringen). Deze π-gestabiliseerde nitrenen reageren vaak ook beter als nucleofiel.
Ondanks hun hoge reactiviteit is het tegenwoordig mogelijk spectroscopisch onderzoek (zoals ESR) aan nitrenen te verrichten. Door het invriezen in een inerte matrix wordt de levensduur van nitrenen zodanig verlengd dat spectroscopische metingen mogelijk worden. De theorie rond nitrenen is goed ontwikkeld: de in silico berekende spindichtheid van elektronen klopt goed met de experimenteel via ESR bepaalde D-waarden voor de nulveldsplitsing. Kleine nitrenen zoals imidogeen of :NCF3 hebben D-waarden van 1=1,8 cm−1 en een spindichtheid die de maximumwaarde van 2 dicht nadert. Aan het andere einde van de schaal worden D-waarden kleiner dan 0,4 en een spindichtheid van 1,2 tot 1,4 gemeten voor stoffen als 9-antrylnitreen en 9-fenantrylnitreen.

## Synthese
Omdat nitrenen zo reactief zijn worden ze doorgaans via een one-pot-reactie bereid en verder gebruikt. Er zijn twee algemene syntheseroutes voor nitrenen:
- Aziden vormen de meest toegepaste syntheseroute naar nitrenen. Het azide wordt meestal middels natriumazide aan een organische verbinding gekoppeld. Via thermolyse of fotolyse van het azide ontstaat een nitreen. Tegelijkertijd ontstaat ook stikstofgas. De methode is vergelijkbaar met de vorming van carbenen op basis van diazoverbindingen.

{\displaystyle \mathrm {RN_{3}\ \longrightarrow \ RN\ +\ N_{2}} }
- Isocyanaten vormen, onder afsplitsing van koolstofmonoxide, nitrenen. Deze syntheseroute is vergelijkbaar met de vorming van carbenen uit ketenen. Aromatische isocyanaten kunnen via hun π-systeem het gevormde nitreen stabiliseren.

{\displaystyle \mathrm {RNCO\ \longrightarrow \ RN\ +\ CO} }
Daarnaast kunnen bepaalde groepen nitrenen verkregen worden via reductie of oxidatie van geschikte uitgangsstoffen:
- Nitro- en nitroso-verbindingen kunnen gereduceerd worden, waarbij nitrenen ontstaan. Trifenylfosfines en trialkylfosfieten (voor nitroverbindingen) en zink in azijnzuur (nitrosoverbindingen) worden als reductiemiddel toegepast:

{\displaystyle \mathrm {RNO_{2}\ +\ 2\ PAr_{3}\ \longrightarrow \ RN\ +\ 2\ O{=}PAr_{3}} }
{\displaystyle \mathrm {R_{2}NNO\ +\ Zn\ +\ 2\ H^{+}\ \longrightarrow \ R_{2}N{-}N\ +\ Zn^{2+}\ +\ H_{2}O} }
- Uit gesubstitueerde hydrazines kunnen via oxidatie aminonitrenen verkregen worden:

{\displaystyle \mathrm {2\ R_{2}NNH_{2}\ +\ O_{2}\ \longrightarrow \ 2\ R_{2}N{-}N\ +\ 2\ H_{2}O} }
- Gesubstitueerde hydroxylamines geven, eveneens via oxidatie, alkoxynitrenen:

{\displaystyle \mathrm {2\ RONH_{2}\ +\ O_{2}\ \longrightarrow \ RON\ +\ H_{2}O} }
De α-eliminatie is, in tegenstelling tot de situatie bij de carbenen, voor nitrenen alleen historisch van belang. Voor dit type reactie vormt een arylsulfonylhydroxylamine de uitgangsstof. De arylsulfonylgroep is een goede leaving group en na het onttrekken van het waterstofatoom van de amidogroep wordt het nitreen verkregen.
{\displaystyle \mathrm {EtOCONH{-}SO_{2}Ar\ +\ base\ \longrightarrow \ EtOCON\ +\ [SO_{2}Ar]^{-}} }

## Reacties

### CH-insertie
Net als carbenen kunnen ook nitrenen inschuiven in de σ-binding tussen koolstof en waterstof, waarbij een amine of amide ontstaat. De reactie van singletnitrenen verloopt via een tussenstap waarin het nitreen aan het substraat gekoppeld wordt en waarna een 1,2-sigmatrope omlegging optreedt. Deze reactievolgorde verklaart het behoud van configuratie dat bij deze reactie optreedt. Een voorbeeld van een dergelijke insertiereactie is deze met 2-fenylpyridine (1). Het nitreen (3b) wordt gevormd door de oxidatie van een carbamaat (3) met kaliumperoxodisulfaat. De reactie wordt selectief gekatalyseerd door palladium(II)acetaat:
De reactie is regioselectief: bij voorkeur reageren tertiaire koolstofatomen. Deze selectiviteit hangt samen met de tijdens de overgangstoestand optredende partiële positieve lading op koolstof. Ook groepen die een positieve lading stabiliseren, zoals aminogroepen, alkoxygroepen of dubbele bindingen, verhogen de reactiviteit voor insertiereacties.
Nitrenen zijn zelf ook gevoelig voor 1,2-sigmatrope omleggingen: voor insertiereacties wordt dan ook altijd gebruikgemaakt van nitrenen zonder α-waterstofatomen.  
In onderstaande reactie van een oxime met azijnzuuranhydride tot een iso-indool wordt aangenomen dat de vorming van het nitreen een sleutelrol in de totale reactie speelt:
In principe bestaat voor een nitreen in de triplettoestand de mogelijkheid tot een tweestapsreactie, waarbij eerst het waterstofatoom (als radicaal) aan het substraat onttrokken wordt en waarna het nitreenradicaal met het substraatradicaal gecombineerd wordt tot het eindproduct. Echter, dit is enkel voor arylnitrenen een reële optie.

### Cycloaddities met nitrenen

#### Nitreen met alkeen
Nitrenen reageren, net zoals carbenen, met alkenen onder vorming van een aziridine: een heterocyclische verbinding met stikstof in een drieringstructuur. De stereospecificiteit van de reactie hangt af van de spintoestand van het nitreen. Singletnitrenen reageren in één stap met behoud van configuratie. Tripletnitrenen reageren in een tweestapsproces, waarbij tijdens de reactie rotatie om de oorspronkelijke dubbele binding kan optreden. Als het gebruikte alkeen zowel reagens als oplosmiddel is, wordt een hoge opbrengst aan één welbepaald enantiomeer verkregen. In aanwezigheid van een niet reagerend oplosmiddel kan het singletnitreen omgezet worden in de tripletvariant, waardoor een enantiomeerzuivere reactie niet meer mogelijk is.
Doorgaans wordt gebruikgemaakt van tosyl- of nosyl-gesubstitueerde precursors zoals [N-(fenylsulfonyl)imino]fenyljodinaan. Onder invloed van katalysatoren op basis van een overgangsmetaal (koper, palladium of goud) kunnen sulfonamiden onmiddellijk met alkenen omgezet worden tot aziridines. Een voorbeeld is de reactie met stilbeen:
In de meeste gevallen wordt de synthese van het jodinaan in een aparte reactiestap uitgevoerd:
Vervolgens wordt het nitreen gevormd en vindt de eigenlijk additiereactie plaats:
In de bovenstaande reacties wordt uit beide cis-trans-isomeren hetzelfde trans-aziridine gevormd: de twee fenylringen liggen aan verschillende zijden van vlak van de aziridinering. Dit resultaat suggereert een reactiemechanisme via een tweestapsreactie.
Als het nitreen via een azide wordt aangemaakt, bestaat het risico dat in plaats van de verwachte driering een vijfring gevormd wordt, omdat het azide als een 1,3-dipolaire verbinding kan reageren nog voor het nitreen gevormd wordt.

#### Nitreen met alkyn
Bij reacties met alkynen reageren de aziden, die als precursor voor het nitreen dienen, meestal als 1,3-dipolaire verbinding tot een triazool (via een Huisgen-1,3-dipolaire cycloadditie). Een reële mogelijkheid is, in aanwezigheid van een oxidator, de synthese via een primair amine. Het ontstane azirine is echter anti-aromatisch en de verbinding ondergaat een omlegging tot een stabieler structuurisomeer.

#### Nitreen met aromaat
Reacties van nitrenen met aromaten leiden doorgaans tot ringexpansie. Vooral nitrenen met een carbonylsubstituent (deze zijn elektrofieler dan andere nitrenen) reageren met een (formele) dubbele binding in de aromatische ring. De gevormde bicyclische verbinding is niet stabiel. Er volgt een omlegging, waarbij de gemeenschappelijke binding van beide ringen wordt verbroken, en gelijktijdig een heterocyclische stikstofverbinding met 7 atomen wordt gevormd. Uit benzeen en een nitreen kan op deze wijze een azepine gevormd worden (dit wordt de Buchner-reactie genoemd):

#### Reacties met vrije p- of d-elektronenparen
De reactie ven een nitreen met koolstofmonoxide levert isocyanaten op. Door reactie met een sulfoxide ontstaat een sulfoximine. Deze reacties zijn het omgekeerde van de synthese van nitrenen uit isocyanaten of sulfoximine.

### Reacties van arylnitrenen
In arylnitrenen treden diverse reacties op:
- ringexpansie tot een zevenring
- ringopening en nitrilvorming, hetgeen vaak met complexe reactiemechanismen gepaard gaat

Een voorbeeld van dergelijke reacties wordt geboden door het azide (2), dat bij 20 K en onder invloed van UV-licht wordt omgezet tot een arylnitreen (4). Het bestaan van dit tripletnitreen werd experimenteel vastgesteld via ESR en UV/VIS-spectroscopie. De moleculen zijn vastgelegd in een matrix van argon. Het nitreen is in evenwicht met 6, het product van de ringexpansie.
Het nitreen en het ringexpansieproduct zijn met elkaar in evenwicht. Het uiteindelijke product, 1H-indazool-1-carbonitril (5), ontstaat uit het nitreen dat door ringopening een diradicaal levert en dat vervolgens recombineert.

### Dimerisatie
Door de dimerisatie van nitrenen kunnen azoverbindingen ontstaan.

## Nitreenradicalen
Bij verschillende verbindingen, waarin naast het nitreen een radicaal voorkomt, is met behulp van ESR een triradicaal vastgesteld. De 3 ongepaarde elektronen geven in het ESR-spectrum aanleiding tot vier verschillende energietoestanden. Een voorbeeld hiervan is het hieronder weergegeven 2,3,5,6-tetrafluorfenylnitren-4-yl, dat gevormd wordt door bestraling van het overeenkomstig azide met UV-licht bij een temperatuur van 4 K.
In deze molecule is een van de ongepaarde elektronen op stikstof in de aromatische ring gedelokaliseerd. Een imidyl-radicaal is een van de grensstructuren die een bijdrage levert aan het totaalplaatje van de elektronen.